# Neal E. Miller
Neal Elgar Miller (3. srpna 1909 Milwaukee – 23. března 2002 Hamden) byl americký psycholog, profesor psychologie na Yaleově univerzitě, osmý nejcitovanější psycholog 20. století.
Věnoval se psychologii osobnosti. V mládí ve Vídni prodělal psychoanalytický výcvik, ale později přešel na pozice behaviorismu. Některé psychoanalytické koncepce (např. Freudovo pojetí úzkosti) se mu však podařilo převést do behaviorálního modelu. Podílel se na rozvíjení terapeutické metody zvané biofeedback, která je založena na tom, že pacient svou vůlí (a za pomoci měření, jež mu pomáhá získat kontrolu) dokáže ovlivnit projevy nervového systému i některé s ním spjaté fyziologické jevy. Roku 1964 obdržel Národní vyznamenání za vědu. Jeho nejznámějším žákem se stal Philip Zimbardo.